# Karap Ferenc
Karap Ferenc (Hajdúböszörmény, 1832. június 8. – Budapest, Ferencváros, 1906. május 10.) királyi táblai tanácselnök, főrendiházi tag.

## Életútja
Karap Sándor hajdúböszörményi főjegyző és Diószeghy Zsuzsanna fiaként született. Apai nagyapja Karap Péter főügyész és táblabíró, anyai nagyapja Diószegi Sámuel botanikus. A jogot elvégezvén, bírói pályára lépett. Előbb vidéken, majd a fővárosban a királyi táblánál működött. Az 1870-es évektől a kereskedelmi és váltótanács elnöke volt. Az igazságügyminiszteri tárcát több ízben is felajánlották neki, de nem fogadta el. 1886-ban nyugalomba vonult és ekkor a főrendiház tagjává nevezték ki. Halálát orbánc okozta 73 éves korában.

## Emlékezete
Szülővárosában, Hajdúböszörményben utca viseli a nevét.